# Fürs Haus
Fürs Haus war eine von 1882 bis 1943 erschienene Zeitschrift, die laut ihrem Untertitel als „praktisches Wochenblatt für alle Hausfrauen“ fungierte. Nachdem die frühen Ausgaben bis 1891 in Dresden erschienen, verlegte in der Folge die Norddeutsche Buchdruckerei und Verlagsanstalt mit Sitz in Berlin das wöchentlich erschienene Blatt.
Die Zeitschrift wurde von Clara von Studnitz gemeinsam mit ihrem Bruder Arthur von Studnitz begründet; und dann mehr als zwei Jahrzehnte von Clara von Studnitz herausgegeben.
Schon in ihren frühen Nummern ermunterte das von Clara von Studnitz als Chefredakteurin verantwortete Wochenblatt Frauen zum Erlernen der Holzschneidekunst, um mit dieser Technik durch Illustrationen für Zeitschriften ein eigenes Einkommen zu erzielen, wenngleich zu Beginn der 1880er Jahre die Zinkographie Einzug in die Zeitschriftenwelt hielt.
Da das Blatt unter anderem auch praktische Anleitungen zur Kaninchen-Zucht enthielt, zählte es bald zu den erfolgreichsten Hausfrauenzeitschriften, zumal ein einzelnes Heft anfänglich für weniger als 10 Pfennig zu haben war und mit diesem vergleichsweise günstigen Preis schon im Jahr 1889 eine Auflage von rund 100000 Heften erreichte.

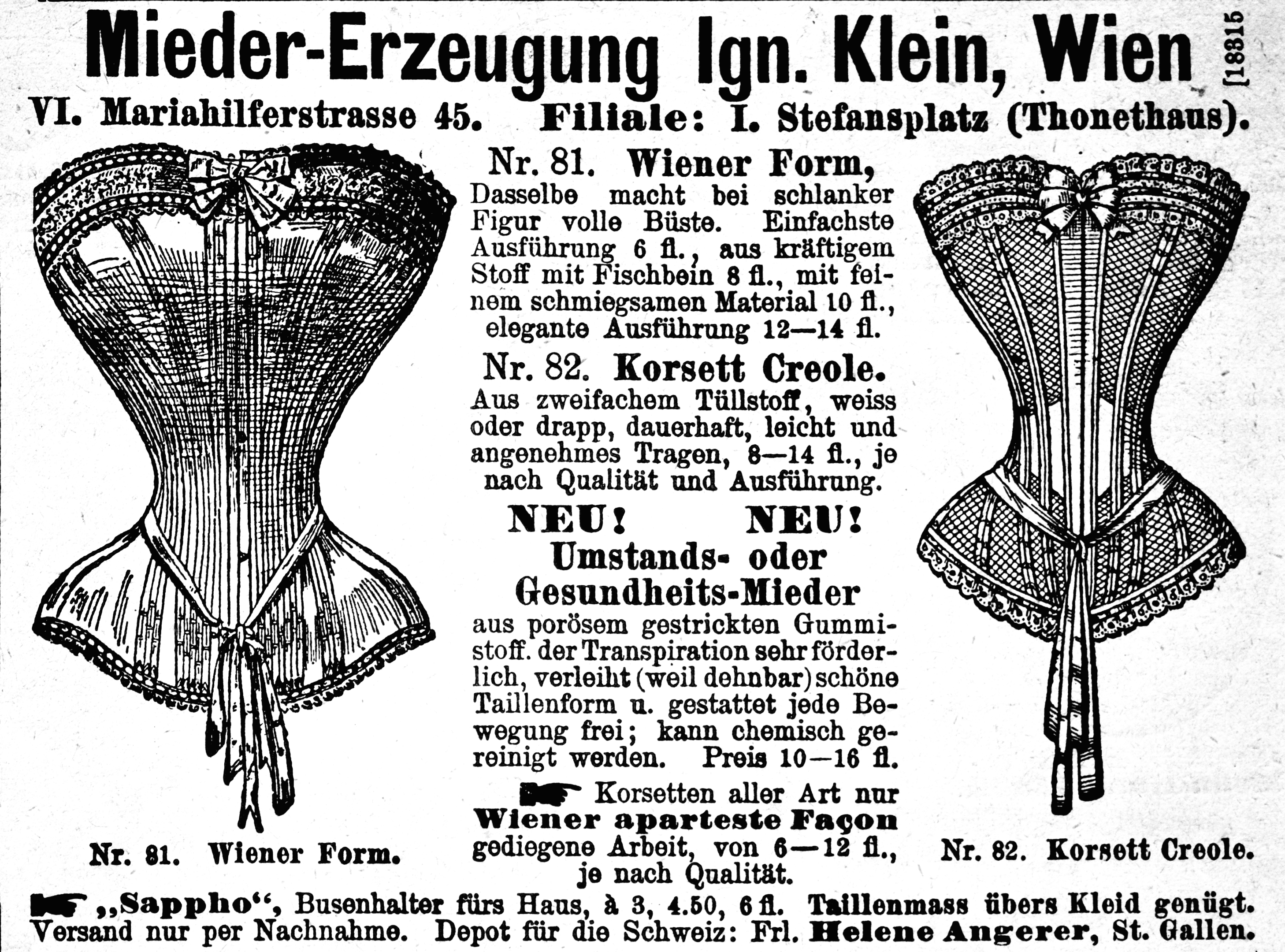
Korsett-Anzeige Ignaz Klein, Wien 1891

Das Periodikum unterschied mit der Angabe „A“ oder „B“ die Ausgaben mit und ohne Schnittmuster-Beilagen. Der Jubiläums-Jahrgang von 1931 titelte zudem mit dem Zusatz „das illustrierte Blatt der Frau.“ Zeitweilig waren dem Wochenblatt auch die Supplements „Für's kleine Volk“ und „Für Mädel und Buben“ beigelegt.
In der Zeit des Nationalsozialismus ging das Blatt in der Zeitschrift  Wiener Hausfrau auf.

Geschäftsstelle Für's Haus, Lindenstraße 26, Berlin

## Auswahl der Zeitschrift Für’s Haus
- Fürs Haus, Nr. 522 – Ach, das hübsches Kind. Unsere vier Wände, 1. Okt. 1892
- Fürs Haus, Nr. 524 – Et in terra pax. Sitz doch nur still. 15. Okt. 1892
- Fürs Haus, Nr. 530 – Frauentage vor Weihnachten. Adventszeit. 26. Nov. 1892
- Fürs Haus, Nr. 534 – Ein Weihnachtstraum. Schöne goldene Weihnachtszeit. Die blühende Kamelie im Winter. 24. Dez. 1892
- Fürs Haus, Nr. 535 – Neujahrs- und Sylvesterbräuche. Der Truthahn in der Küche, 1. Jan. 1893
- Fürs Haus, Nr. 540 – Das gesellige Figurenlaufen auf dem Eise. Müde, 5. Feb. 1893
- Fürs Haus, Nr. 548 – Guter Rat für Jähzornige. Wie ich die Zeit meiner Tochter einteilte, 2. Apr. 1893
- Fürs Haus, Nr. 544 – An unsere Leser. Wenn Du mit Deinem Kinde betest. Heimkehr. 5. Mär. 1893
- Fürs Haus, Nr. 551 – Wie man billig nach den Vereinigten Staaten von Nordamerika reisen kann, 23. Apr. 1893
- Fürs Haus, Nr. 554 – Alt und doch jung. Die Stunde sei gesegnet. Wie weckt und fördert man bei unseren Kindern den Kunstsinn, 14. Mai. 1893
- Fürs Haus, Nr. 555 – Schmückt das Fest mit Maien. Der Mustergatte. Ostseebäder, 21. Mai 1893
- Fürs Haus, Nr. 570 – Die guten Hausfrauen. Ritter und Rose. Nährsalz in Küche und Haus, 3. Sep. 1893
- Für's kleine Volk, Nr. 28 – Wie Prinz Goldhaar das Lachen lernte. 1910
- Für's kleine Volk, Nr. 38 – Das Elfenkind. Ein Mittagsmahl im Zoologischen Garten. 1910
- Für's kleine Volk, Nr. 40 – Ferien. 1910
- Für's kleine Volk, Nr. 49 – Das Schiff des Kolumbus. 1910
- Für's kleine Volk, Nr. 50 – Der kleine Schelm. 1910
- Für's kleine Volk, Nr. 12 – Was Knecht Ruprecht alles zu tun hat. 1911
- Für's kleine Volk, Nr. 27 – Drollige Ostereier. Puppenwäsche. 1911
- Für's kleine Volk, Nr. 42 – Im Bade. 1911